# Терьохін Олег Іванович
Олег Іванович Терьохін (рос. Олег Иванович Терёхин; нар. 12 серпня 1970, Енгельс, РРФСР) — радянський та російський футболіст, нападник, тренер.

## Кар'єра гравця
Вихованець спортивного клубу «Мотор» міста Енгельса. З дитячої команди перейшов в місцеву «Іскру», але тренери поставили його в півзахист, а Олег хотів бути нападником. Заради цього поїхав в Україну до Маріуполя, але потім перейшов у саратовський «Сокіл», за який провів 5 сезонів та грав у 1/8 фіналу Кубку Росії проти «Спартака» (Москва). Після цього матчу ним зацікавилися московські «Спартак», «Динамо», «Торпедо» й австрійська «Аустрія».
Терьохін обрав «Динамо», де тренером був Костянтин Іванович Бєсков. Авторитет останнього для Терьохіна виявився вирішальним фактором при виборі клубу. У «Динамо» провів 5 сезонів, найрезультативніших у вищій лізі у всій кар'єрі. Але в надії зіграти в Лізі чемпіонів Олег перейшов у московський «Локомотив». Однак вписатися в уже сформований колектив йому не вдалося і пішов у «Кубань», яка виступала в першій лізі, знову вибравши тренера — цього разу ним став Олег Долматов.
23 вересня 1998 року Олег Терьохін провів єдину гру за збірну Росії проти Іспанії, замінивши на 60-ій хвилині Володимира Бесчастних (Росія програла з рахунком 0:1).
Перейшовши 2002 року в «Чорноморець» (Новоросійськ), вийшовши разом з ним у прем'єр-лігу, Терьохін перейшов у грозненський клуб «Терек» і ще раз повторив шлях спочатку в першу, а потім й у вищу лігу, проте «Тереку» утриматися у вищому дивізіоні не вдалося.
Всього провів у 2-ій лізі чемпіонатів СРСР 40 матчів, 15 голів, у вищій лізі чемпіонатів Росії — 208 матчів, 84 голи, у 1-ій лізі чемпіонатів Росії — 212 матчів, 104 голи, у 2-му дивізіоні чемпіонатів Росії — 4 матчі, 3 голи, у 3-ій лізі чемпіонатів Росії — 1 гру.
Професіональну кар'єру гравця завершив у 2007 році, потім виступав за аматорський клуб «Ставрос» (Витязево) у чемпіонаті Краснодарського краю.

## Кар'єра тренера
З травня 2007 року працював у краснодарській «Кубані» на посаді тренера-селекціонера. 5 липня 2011 року обійняв аналогічну посаду в грозненському «Тереку». 9 грудня 2011 року було призначено старшим тренером молодіжного складу «Терека». З 14 червня 2012 року по 8 квітня 2015 року був старшим тренером саратовського «Сокола». У 2017 році почав працювати керівником програми розвитку молодіжного футболу футбольного клубу «Афіпс», після розформування клубу очолив Центр підготовки юних футболістів в Афіпському.

## Досягнення
- Прем'єр-ліга Росії
  -  Срібний призер (1): 2000
  -  Бронзовий призер (1): 1997

- Кубок Росії
  -  Володар (3): 2000, 2001, 2004

- Першість Футбольної Національної Ліги
  -  Чемпіон (1): 2004

- Чемпіонат Краснодарського краю (ЛФЛ)
  -  Чемпіон (1): 2005

- У списку 33-ох найкращих футболістів чемпіонату Росії (3): № 1 (1997, 1998), № 3 (1999)
- Член «Клубу 100» російських бомбардирів
- Член клубу Григорія Федотова
- Найкращий бомбардир «Динамо» в чемпіонатах Росії (67 голів)
- 30 м'ячів, забиті ним у «Соколі» протягом сезону, до сих пір є рекордом клубу.

## Статистика виступів
| Рік    | Клуб                         | Матчів | Голів |
| ------ | ---------------------------- | ------ | ----- |
| 1989   | «Новатор»                    | 15     | 6     |
| 1990   | «Сокіл» (Саратов)            | 2      | 0     |
| 1991   | «Сокіл» (Саратов)            | 38     | 15    |
| 1992   | «Сокіл» (Саратов)            | 33     | 27    |
| 1993   | «Сокіл» (Саратов)            | 37     | 29    |
| 1994   | «Сокіл» (Саратов)            | 19     | 9     |
| 1995   | «Динамо» (Москва)            | 26     | 11    |
| 1996   | «Динамо» (Москва)            | 32     | 13    |
| 1997   | «Динамо» (Москва)            | 33     | 17    |
| 1998   | «Динамо» (Москва)            | 27     | 12    |
| 1999   | «Динамо» (Москва)            | 28     | 14    |
| 2000   | «Локомотив» (Москва)         | 21     | 8     |
| 2001   | «Кубань»                     | 32     | 15    |
| 2002   | «Кубань»                     | 14     | 3     |
| 2002   | «Чорноморець» (Новоросійськ) | 14     | 6     |
| 2003   | «Чорноморець» (Новоросійськ) | 28     | 7     |
| 2004   | «Терек»                      | 29     | 4     |
| 2005   | «Терек»                      | 13     | 2     |
| 2006   | «Салют-Енергія»              | 34     | 11    |
| Збірні |                              |        |       |
| 1998   | Збірна Росії                 | 1      | 0     |